# Уэрта (орошаемые земли)
Уэрта (исп. Huerta) или Орта (порт. Hоrta) — орошаемые земли в Испании и Португалии.

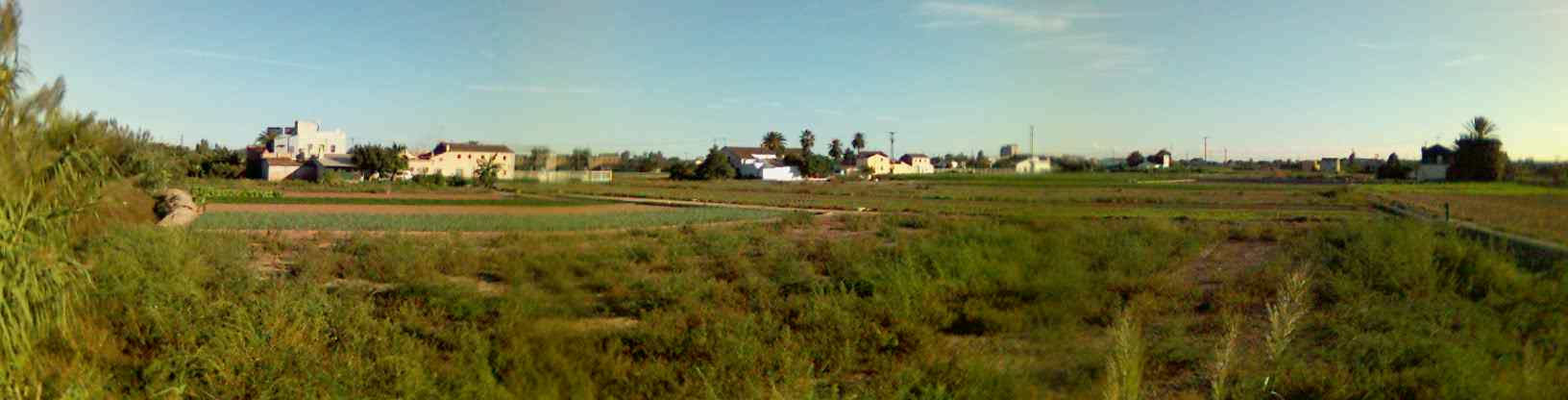
Уэрта в Валенсии

Такие земли обычно расположены вблизи рек, на них растут фруктовые сады и выращиваются овощи.
Уэрты занимают почти все побережье Испанского Леванта. На них снимается по 3 и более урожаев в год. Это делает Испанский Левант одним из главных сельскохозяйственных регионов Испании. Особое значение там имеет выращивание цитрусовых.
Фермеры, владеющие землёй в уэртах Валенсии и Мурсии, объединяются в общины, которые избирают должностных лиц, регулирующих распределение воды для орошения.